# Antonio Imbesi
Antonio Imbesi (Scilla, 1º aprile 1912 – Messina, 21 febbraio 2000) è stato un farmacista e farmacologo italiano.
Abilitato nel 1932 alla professione di farmacista, nel 1949 acquisì la docenza in Farmacologia all'Università degli Studi di Messina e dieci anni dopo, quella in farmacognosia.

## Studi
I suoi ambiti principali di ricerca furono: gli effetti farmacologici della canapa indiana; lo studio dei principi attivi della Drimia maritima, comunemente denominata scilla marittima; gli influssi di questi composti, chiamati scillarenosidi sull'attività cardiaca; ricerche sull'assorbimento di vitamina A, vitamina E e isoniazide.